# Darley Pérez
Darleys Gregorio Pérez Ballestas (San Pedro de Urabá, 14 de septiembre de 1983) es un boxeador profesional colombiano que ostentó el título de peso ligero de la AMB en 2015. Como aficionado representó a Colombia en los Juegos Olímpicos de Verano de 2008 como peso ligero.

## Trayectoria

### Carrera amateur
En los Juegos Suramericanos de 2006 ganó la medalla de oro frente a Éverton Lopes (13:11). En los Juegos Panamericanos 2007 perdió en la clasificación (13:16) y en los cuartos de final del evento principal ante el campeón mundial Yordenis Ugás (4:8) en una reñida contienda.
En el Campeonato Mundial de Boxeo Amateur de 2007 derrotó al gran favorito Olexandr Klyuchko (13:10) y noqueó a dos oponentes sucesivos, pero perdió ante Kim Song Guk de Corea del Norte {6:23} en la final. Consiguió un lugar en los Juegos Olímpicos de Pekín 2008, perdiendo por poco ante el eventual medallista de oro Aleksei Tishchenko en la fase de cuartos de final. Se convirtió en profesional en 2009 después de su campaña olímpica, con un impresionante récord amateur de 82 victorias y 7 derrotas.

### Carrera profesional
Se convirtió en profesional en 2009, donde compite en la división de peso ligero. Después de una serie de victorias por nocaut sobre peleadores colombianos, Debutó en Estados Unidos, donde derrotó a varios contendientes de peso ligero para ganar una oportunidad por el título interino de peso ligero de la AMB contra el ex campeón de peso súper pluma Yuriorkis Gamboa, también invicto. En una pelea poco inspirada pero reñida, Gamboa superó al colombiano en la distancia para propinarle a su primera derrota en 28 peleas. 
Sin embargo, peleó por el título interino de peso ligero de la AMB una vez más dos peleas más tarde y ganó el cinturón con una victoria decisiva por puntos sobre Argenis López, antes de ser ascendido a campeón de peso ligero de la AMB debido a que Richar Abril fue despojado de su título en 2015. La primera defensa del cinturón de la AMB fue contra el duro perdedor Anthony Crolla en Manchester, donde Crolla buscaba ganar el título mundial luego de una lesión potencialmente mortal sufrida en una incursión con ladrones la Navidad anterior. En una pelea competitiva pero controvertida, muchos pensaron que Crolla había hecho lo suficiente para asegurar una victoria por decisión, pero tuvo la suerte de salir de Manchester con un empate en las cartas. 
Posteriormente se produjo una revancha en Manchester, durante la cual Crolla al noquearlo con un potente golpe al cuerpo en el quinto asalto, quitándole el cinturón de la AMB al colombiano en el proceso. Siguió a la segunda derrota de su carrera con una victoria por nocaut sobre su rival local Ubadel Soto en Colombia para llevar su récord a 33 victorias, 2 derrotas y 1 empate.